# Science Policy Research Unit
O Science Policy Research Unit (SPRU) ou Unidade de Pesquisa em Política de Ciência é um centro de pesquisa estabelecido na Universidade de Sussex em Falmer, ao norte de Brighton (Inglaterra). Ele se concentra em mudanças transformadoras de longo prazo e em política científica e de inovação em diferentes setores, sociedades e estruturas. Foi um dos primeiros centros de pesquisa interdisciplinar no campo da política de ciência e tecnologia e na vanguarda do desenvolvimento da inovação como disciplina acadêmica. Juntamente com a pesquisa de renome internacional, o SPRU também oferece uma variedade de cursos de mestrado, bem como doutorado.
A pesquisa da SPRU hoje aborda agendas políticas globais urgentes, incluindo o futuro da política industrial, crescimento econômico inclusivo; a política de especialização científica, política energética, questões de segurança, empreendedorismo e caminhos para um futuro mais sustentável. O objetivo é abordar questões do mundo real, ao mesmo tempo em que contribui para o conhecimento teórico sobre inovação. Em 2018, a SPRU ficou em 3º lugar no mundo e 1º no Reino Unido no ranking da Global Go ToThink Tank Index Report, elaborado pela Universidade da Pensilvânia dos principais think tanks de ciência e tecnologia.
O SPRU tem mais de 60 professores e mais de 150 alunos de mestrado e 50 de doutorado. Com uma extensa rede global de ex-alunos entre formuladores de políticas científicas e tecnológicas, o SPRU está comprometido com o engajamento e a geração de impacto em todas as etapas da pesquisa. Os membros da SPRU trabalham em estreita colaboração com governos, think tanks, mídia, empresas e o terceiro setor, e têm experiência na divulgação e aplicação de suas descobertas de pesquisa mais recentes.

## Organização
O Science Policy Research Unit está localizado no Business School da Universidade de Sussex, em Brighton, Reino Unido. O atual diretor da SPRU é o professor Jeremy Hall, ex-diretor do Center for Social Innovation Management da Surrey Business School e editor-chefe do Journal of Engineering and Technology Management . Ele substituiu o professor Johan Schot em setembro de 2019.

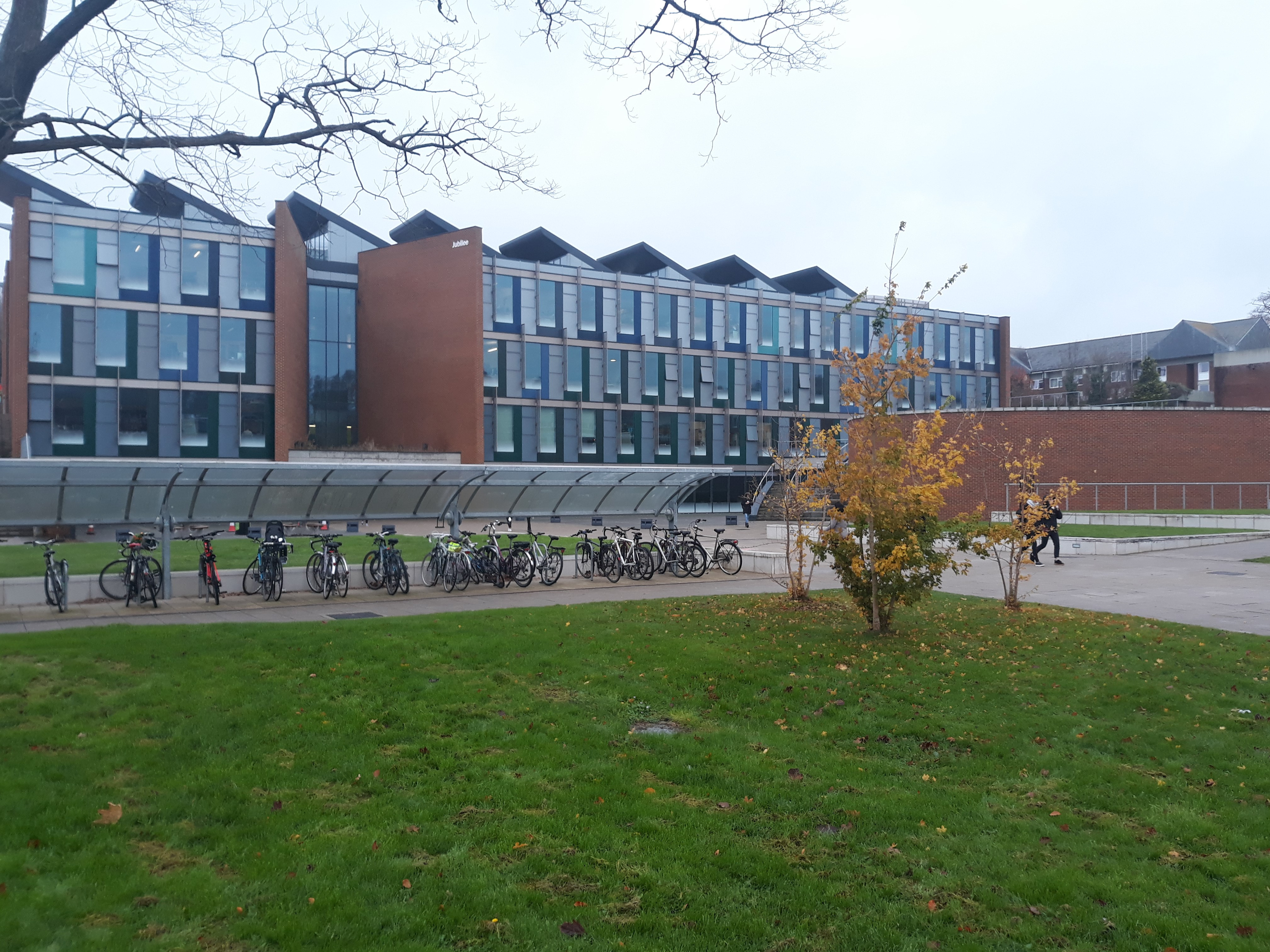
O Jubilee Building, onde o SPRU está atualmente sediado

O SPRU também abriga vários centros de pesquisa especializados, incluindo:
- Sussex Energy Group (SEG)
- Sussex Sustainability Research Programme (SSRP)
- O Centro STEPS (Co-organizado com o Instituto de Estudos de Desenvolvimento, IDS)
- Programa Harvard Sussex (uma parceria de longa data com a Universidade de Harvard no campo de armas biológicas e químicas)
- Centro de Políticas e Evidências das Indústrias Criativas (em parceria com Nesta )
- Centro de Pesquisa em Soluções de Demanda de Energia – vertente Sociedade Digital
- Centro Nacional de Integração de Sistemas de Energia (em parceria com outras quatro universidades de pesquisa intensiva e o parceiro estratégico Siemens )
- Consórcio de Política de Inovação Transformativa (TIPC)

## História
O SPRU foi fundado em 1966 pelo professor Christopher Freeman, um pioneiro do que hoje é conhecido como estudos de inovação. O professor Freeman 'abraçou uma 'economia da esperança' que incorporava uma visão positiva de nosso potencial para direcionar inovação, criatividade e novas tecnologias para futuros mais sustentáveis e inclusivos'.
Desde a sua fundação, o SPRU teve (e continua a ter) uma longa lista de estudiosos conceituados entre seus professores, incluindo Daniele Archibugi, Giovanni Dosi, Marie Jahoda, Carlota Perez, Keith Pavitt, Mary Kaldor, Richard R. Nelson, Giorgio Sirilli, Luc Soete, Raphie Kaplinky e Mariana Mazzucato.
Os atuais membros do corpo docente incluem Benjamin Sovacool, diretor do Sussex Energy Group e consultor de energia do Diretório Geral de Pesquisa e Inovação da Comissão Européia; Andy Stirling, vice-diretor do Grupo de Pesquisa de Estilos de Vida Sustentáveis; Caitriona McLeish, codiretora do Programa Harvard Sussex sobre Armas Químicas e Biológicas; Gordon MacKerron, ex-diretor da SPRU; Maria Savona, editora da Research Policy e do Journal of Evolutionary Economics ; Paul Nightingale, diretor de estratégia e operações do Economic &amp; Social Research Council ; Erik Millstone, co-autor de The Atlas of Food ; e Ben Martin, editor de Política de Pesquisa e Membro Associado do Centro de Ciência e Política de Cambridge.

## Prioridades de pesquisa atuais
As atividades de pesquisa do SPRU são extremamente diversas e estão agrupadas em cinco temas principais de pesquisa:
1, Ciência, Política e Tomada de Decisões: Os pesquisadores do SPRU aplicam uma profunda compreensão histórica de como as escolhas feitas sobre ciência e tecnologia moldam nossas sociedades. Eles também trabalham na política de especialização e em questões de previsão, avaliação de pesquisa, métricas e impacto no ambiente de pesquisa atual.
2, Energia: o SPRU faz parte do Sussex Energy Group, um dos maiores grupos independentes de pesquisa em política energética de ciências sociais do mundo. Os pesquisadores do SPRU buscam entender e encorajar transições para sistemas de energia sustentáveis e de baixo carbono.
3, Desenvolvimento Sustentável: Desde a década de 1970, o SPRU está no centro dos debates internacionais sobre o papel da ciência, tecnologia e inovação na promoção do desenvolvimento sustentável em todo o mundo. O objetivo do SPRU é ajudar organizações, indústrias e formuladores de políticas a realizar diversos caminhos para a sustentabilidade.
4, Economia da Inovação: Os pesquisadores da SPRU buscam entender a estrutura e a dinâmica das empresas inovadoras e dos sistemas industriais e como gerenciar as capacidades de inovação nas empresas, incluindo pesquisa e mudança tecnológica em indústrias de alta tecnologia e gerenciamento de incertezas em sistemas complexos.
5, Inovação e gerenciamento de projetos: o trabalho do SPRU inclui análise de estratégia de tecnologia, novas empresas baseadas em tecnologia, sistemas e produtos complexos, novos empreendimentos de alto crescimento, além de observar a inovação em diferentes modelos e setores de negócios, incluindo infraestrutura, saúde, biofarmacêuticos e serviços.

## Estudando na SPRU
Da política de tecnologia e gerenciamento da inovação à promoção da sustentabilidade, desenvolvimento internacional e compreensão de sistemas complexos de energia, os alunos do SPRU se beneficiam do trabalho na fronteira de novos conhecimentos em algumas das agendas políticas globais mais prementes da atualidade. O SPRU oferece ensino orientado a problemas, em vez de ensino baseado em disciplinas.
O SPRU oferece atualmente seis cursos de mestrado, dois dos quais estão disponíveis para alunos à distância. O SPRU também oferece dois doutorados, em Estudos de Política Científica e Tecnológica e Gestão de Tecnologia e Inovação.